# Argumentum ad baculum
Het argumentum ad baculum (Latijn: 'argument van de stok') is een drogreden waarbij de tegenpartij onder druk wordt gezet door zinspeling op de negatieve gevolgen als de spreker zijn zin niet krijgt.
Een formelere formulering hiervan is:
Als x P niet accepteert, dan Q.
Q is een gevaar voor of aanval op x.
Daarom is P waar.
Vanzelfsprekend kan het argument, ook al is het logisch niet altijd juist, wel degelijk ter zake zijn, zoals in "Ga weg bij de spoorbaan want je kunt door een trein worden overreden!"

## Voorbeelden
Enkele voorbeelden zijn:
- "Je volgt mijn redenering of de totale anarchie breekt uit."
- "Als jij niet gelooft in God zul je branden tot in de eeuwigheid."